# Merdeka (Merdeka)
Merdeka is een bestuurslaag in het regentschap Karo van de provincie Noord-Sumatra, Indonesië. Merdeka telt 1929 inwoners (volkstelling 2010).